# Little Creek
Little Creek è un comune degli Stati Uniti, situata nella Contea di Kent, nello Stato del Delaware. Secondo il censimento del 2000 la popolazione era di 195 abitanti. Appartiene all'area micropolitana di Dover.

## Geografia fisica
Secondo i rilevamenti dello United States Census Bureau, il comune di Little Creek si estende su una superficie totale di 0,3 km², tutti quanti occupati da terre.

## Popolazione
Secondo l'ultimo censimento del 2000, a Little Creek abitavano 195 persone, suddivise in 49 famiglie. La densità di popolazione era di 687 ab./km². All'interno del territorio comunale erano presenti 74 edifici abitativi. Per quanto riguarda la composizione etnica, il 91,28% degli abitanti era bianco, il 6,67% era afroamericano, lo 0,51% era nativo. Il restante 1,54% della popolazione apparteneva ad altre razze o a più di una. La popolazione di ogni razza proveniente dall'America Latina corrispondeva al 3,59% degli abitanti.
Per quanto riguarda la suddivisione della popolazione in fasce d'età, il 33,8% era al di sotto dei 18, il 5,6% fra i 18 e i 24, il 29,2% fra i 25 e i 44, il 14,9% fra i 45 e i 64, mentre infine il 16,4% era al di sopra dei 65 anni di età. L'età media della popolazione era di 34 anni. Per ogni 100 donne residenti vivevano 87,5 maschi.